# Safet Sušić
Safet Sušić (Zavidovići, 13. travnja 1955.), bosanskohercegovački bivši nogometaš i trenutačno trener. Jedan od najboljih nogometaša Europe i svijeta u svojoj generaciji.

## Igračka karijera

### Klupska karijera
Karijeru je započeo u Krivaji iz Zavidovića, gdje je već sa 16 godina počeo igrati u prvoj momčadi. Sezonu 1972./73. počeo je kao igrač FK Sarajeva, prvo kao junior a onda je 3. kolovoza 1973. godine debitirao u prvoj postavi seniora. U sljedećih desetak godina i 600 odigranih utakmica, Safet je za momčad s Koševa postigao 400 pogodaka. Godine 1982. prešao je u francuski nogometni klub Paris Saint Germain gdje ostaje 9 godina i ostavlja veliki trag. Jedan je od najvećih nogometaša koji su igrali u tome klubu.

### Reprezentativna karijera
Za reprezentaciju SFRJ, Sušić je debitirao 5. listopada 1977. godine u Budimpešti protiv Mađarske i postigao dva pogotka. Na sljedećoj utakmici, protiv Rumunjske u Bukureštu, postiže prvi hattrick, tj. tri pogotka na utakmici. Slijedi još jedan protiv Italije u Zagrebu u 13. lipnja 1979., pa još jedan protiv tadašnjih svjetskih prvaka Argentine, tri mjeseca poslije, u Beogradu., 16. rujna. Takav početak u reprezentaciji do tada nije zabilježen, 11 pogodaka u prvih 10 utkamica. S reprezentacijom Jugoslavije bio je sudionikom svjetskih prvenstava u nogometu: Španjolska 1982. i Italija 1990., te europskoga prvenstva u nogometu: Francuska 1984.

## Trenerska karijera
Između 1994. i 2009. godine trenirao je francuski AS Cannes i saudijski Al-Hilal te više turskih klubova. Od 2009. godine izbornik je bosanskohercegovačke nogometne reprezentacije. Na klupi bosanskohercegovačke reprezentacije debitirao je u pobjedi od 2:1 protiv Gane, u Sarajevu, 3. ožujka 2010. godine. Sušić je reprezentaciju Bosne i Hercegovine po prvi put odveo na jedno veliko natjecanje - Svjetsko prvenstvo u Brazilu 2014. godine. U listopadu 2014. je dobio otkaz na klupi reprezentacije BiH. U siječnju 2017. je Sušić preuzeo turski klub Alanyaspor. Klub iz Alanye je peti turski klub u karijeri bosanskohercegovačkog trenera.

## Priznanja

### Individualna
- U sezoni 1979./80. bio je najbolji strijelac jugoslavenskoga prvenstva (zajedno s Dragoljubom Kostićem iz kruševačkoga Napretka) sa 17 pogodaka.
- 1979. godine proglašen je (zajedno s Velimirom Zajecom iz zagrebačkoga Dinama) nogometašem godine po izboru Večernjega lista.[5]
- 1979. godine Safet Sušić izabran je za najboljega bosanskohercegovačkog športaša i za najboljega jugoslavenskog nogometaša.
- 1981. godine dobiva "Šestoaprilsku nagradu grada Sarajeva".
- Najbolji strani igrač u Francuskoj, u sezoni 1982./83.
- 2004. godine izabran je za najboljega bosanskohercegovačkog igrača 20. stoljeća.
- 2010. od France Footballa izabran je za najboljega igrača u povijesti PSG-a.
- 2012. od France Footballa izabran je za najboljega stranog igrača svih vremena u Francuskoj.

### Klupska
Paris Saint-Germain
- Ligue 1 (1):  1985./86.
- Francuski kup (1): 1982./83.

## Vanjske poveznice
- (engl.) Safet Sušić na mrežnim stranicama FIFA-e  Arhivirana inačica izvorne stranice od 6. rujna 2012. (Wayback Machine)
- (engl.) Safet Sušić na mrežnim stranicama UEFA-e